# Шашка река
Шашка река је лева саставница Поречке реке, дужине 23,8  и површине слива 329 2. Извире у подножју Лишковца, на 660  нмв. 
Просечан протицај на ушћу је 1,6 . Слив реке налази се у непосредном окружењу националног парка Ђердап. Протиче кроз уску и дубоку долину, у правцу од запада ка истоку. Долином реком води магистрални пут Београд—Неготин. Након хаварије на јаловишту Шашки поток и изливања 70.000  јаловине 1996. године, поплавни талас који се кретао долином Шашке и Поречке реке уништио је њихову флору и фауну. 
Протиче кроз насеља Близна и Рудна Глава. Највеће леве притоке су Велика Брестовица (8,2 ), Мала Брестовица (4 ), Велика Близна (10,9 ) и Велика Равна (8,9 ), а десне Љубова река (21 ), Лозовица (10,8 ), Островица (7,8 ) и Прераст (5,5 ). 